# John Cunliffe
Pour les articles homonymes, voir Cunliffe.
John Cunliffe est un footballeur anglais né le 8 août 1984 à Bolton en Angleterre.